# Umbilicaria africana
Umbilicaria africana är en lavart som först beskrevs av Jatta, och fick sitt nu gällande namn av Krog & Swinscow. Umbilicaria africana ingår i släktet Umbilicaria och familjen Umbilicariaceae.   Inga underarter finns listade i Catalogue of Life.